# Північно-Західні території
Півні́чно-За́хідні терито́рії (англ. Northwest Territories, фр. Territoires du Nord-Ouest, інук. ᓄᓇᑦᓯᐊᖅ/nunatsiaq) — одна з територій Канади, котра межує на своєму південному кордоні як зі степовими провінціями Манітобою, Саскачеваном, та Альбертою, так із тихоокеанською провінцією Канади Британською Колумбією; територія розташована між Юконом та Нунавутом і простягається на північ до північного полюса та на схід — до скель канадського щита.

## Географія
Водойми: річка Макензі; озера: Велике Невільниче, Велике Ведмеже, каньйон Майлз.
Корисні копалини: нафта, природний газ, золото, срібло, цинк, свинець, вольфрам.

## Історія
Північно-Західні території мають багатовікову історію заселення корінними народами Канади, зокрема дене, інуїтів та метисів. Ці народи розвинули різноманітні культури, адаптовані до суворих умов північного клімату, задовго до приходу європейських дослідників.
У XVII—XVIII століттях територія почала досліджуватись представниками Компанії Гудзонової затоки та французькими дослідниками, головно в межах розвитку хутрової торгівлі. У 1870 році, після передачі Рупертс Ленд та Північно-Західної території від Компанії Гудзонової затоки до Канади, було створено сучасні Північно-Західні території.
У подальшому адміністративні межі територій неодноразово змінювались. Значні частини Північно-Західних територій були передані новоствореним провінціям:
- Манітоба (1870),
- Саскачеван та Альберта (1905),
- Юкон (відокремлений як окрема територія у 1898 році).

У 1999 році зі складу Північно-Західних територій було виділено нову територію — Нунавут, утворену за підсумками домовленостей з інуїтами та їх прагнення до самоврядування.
На сьогодні Північно-Західні території залишаються одним із найменш густозаселених регіонів Канади, з економікою, що базується на видобутку корисних копалин, енергетиці та туризмі, а також на збереженні культурної спадщини корінних народів.

## Уряд
Північно-Західні території мають унікальну форму урядування в межах канадської федерації. На відміну від провінцій, які мають широку автономію, території підпорядковуються федеральному уряду Канади, що володіє остаточною законодавчою владою над ними відповідно до Конституції Канади.
Однак з 1960–1990-х років у рамках процесу децентралізації Північно-Західні території отримали розширені повноваження в галузях охорони здоров’я, освіти, транспорту та ресурсного управління. Уряд території очолює комісар, який є представником федерального уряду, однак виконує переважно церемоніальні функції.
Виконавча влада належить прем’єру, який обирається з-поміж членів Законодавчих зборів. Ці збори є однопалатним парламентом території, до якого обираються незалежні депутати, оскільки в території відсутні політичні партії на територіальному рівні (система консенсусного управління).
Ця система є однією з небагатьох у світі, де уряд формується без участі партій — члени Законодавчих зборів обирають прем’єра та виконавчий кабінет шляхом голосування, а всі інші члени виконують функції незалежних депутатів.
Управління природними ресурсами та землями значною мірою здійснюється в рамках угод із корінними народами, зокрема у відповідності до угод про самоврядування та права на землю.

## Населення

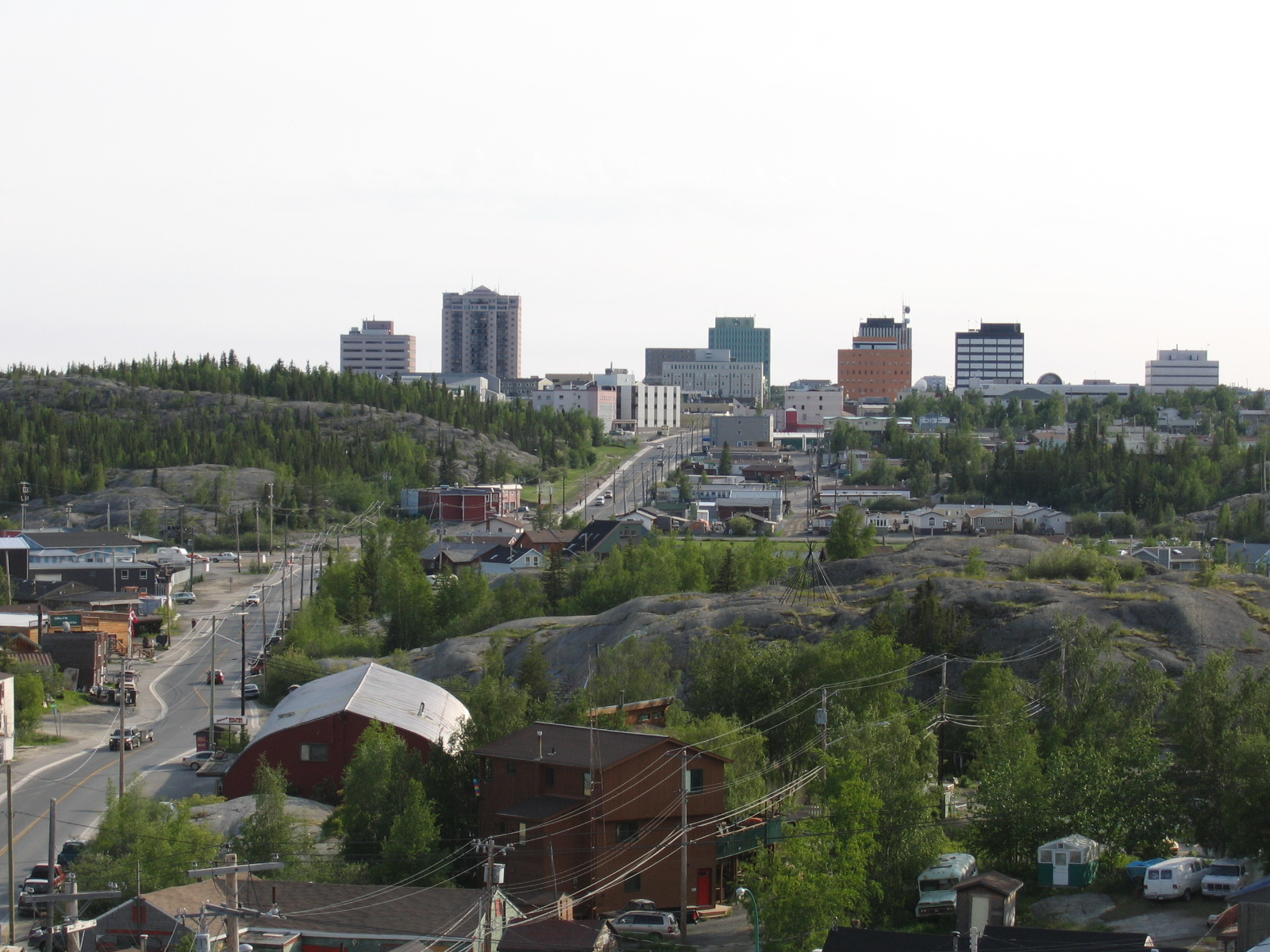
Вид столиці Єлловнайф

Зараз населення переважно представлено 10 етнічними групами:
- Перші Нації/Індіанці — 36,0 %
- Канадці — 19,6 %
- Англійці — 16,6 %
- Шотландці — 14,0 %
- Ірландці — 12,0 %
- Ескімоси/Інуїти — 11,2 %
- Французи — 10,4 %
- Німці — 8,1 %
- Метиси — 8,0 %
- Українці — 3,4 %

## Номерні знаки
Номерні знаки Північно-Західних територій виготовляються у формі білого ведмедя.

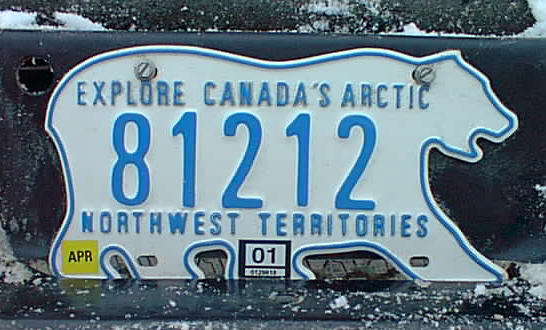